# Eleonora Kezjova
Eleonora Kezjova (bulgariska: Елеонора Валериева Кежова), född den 28 december 1985 i Sofia, Bulgarien, är en bulgarisk före detta gymnast.
Hon tog OS-brons i rytmisk gymnastik för trupper i samband med de olympiska gymnastiktävlingarna 2004 i Aten.